# Rhodacarus willmanni
Rhodacarus willmanni är en spindeldjursart som beskrevs av Wolfgang Karg 1993. Rhodacarus willmanni ingår i släktet Rhodacarus och familjen Rhodacaridae. Inga underarter finns listade i Catalogue of Life.